# KC 콘셉시온
KC 콘셉시온(KC Concepcion, 1985년 4월 7일 ~ )은 필리핀의 배우, 가수, 사회자이다.